# کوتوداما
کوتوداما (به ژاپنی: 言霊 Kotodama) روح کلمه یک اعتقاد ژاپنی مبنی بر این است که قدرت‌های عرفانی در کلمات و نام‌ها ساکن هستند. ترجمه‌های انگلیسی شامل" روح زبان "،" روح زبان "،" قدرت زبان "،" قدرت کلمه "، "کلمه جادویی" و "صدای مقدس" است. کوتوداما فرض می‌کند که اصوات می‌توانند به طرز جادویی بر روی اشیا تأثیر دارند و کاربردهای واژه‌های آیینی می‌توانند بر محیط ما، بدن انسان، ذهن و جان تأثیر بگذارند.